# Transporter: Extreme
Transporter: Extreme (fr. Le Transporteur 2, en. Transporter 2) è un film del 2005 diretto da Louis Leterrier.
La pellicola è stata prodotta da Luc Besson, che, insieme con Robert Mark Kamen, ne ha curato anche la sceneggiatura. Con protagonista Jason Statham, il film è il secondo episodio della saga.

## Trama
Frank Martin si è trasferito dal sud della Francia a Miami, in Florida, dove, come favore ad un amico, diventa l'autista temporaneo dei ricchi Audrey e Jefferson Billings. Frank si lega al figlio Jack, andando a prenderlo alla scuola elementare dopo aver sottomesso una banda di ladri d'auto che cercano di rubare la sua nuova Audi A8 W12 . Preparandosi per una visita del suo amico ispettore Tarconi, Frank respinge le avance di Audrey, il cui matrimonio è diventato teso.
Quando Frank porta Jack per un controllo medico, si rende conto che gli impostori hanno ucciso il vero dottore e receptionist. Scoppia una lunga lotta con gli impostori, guidati dalla Lola dal grilletto facile, ma Frank scappa con Jack. Tornando a casa dei Billings, Frank riceve una telefonata in cui spiega che lui e Jack sono nel mirino di un cecchino capace di penetrare il vetro antiproiettile dell'auto. Costretto sotto la minaccia delle armi a far salire Lola in macchina e sfuggire alla polizia, Frank viene portato da Gianni Chellini, il capobanda dell'operazione, che chiede un riscatto di 5 milioni di dollari ai Billings. I rapitori se ne vanno con Jack, mentre Frank riesce a rimuovere un esplosivo dalla sua macchina una frazione di secondo prima della detonazione.
Assicurando Audrey della sua innocenza, Frank recupera una siringa lasciata dai rapitori nello studio del medico, mentre Jack viene trovato apparentemente illeso. Con l'aiuto di Tarconi, Frank rintraccia uno dei rapitori, Dimitri, e finge di iniettargli la siringa. Segue Dimitri in un laboratorio improvvisato, dove combatte un altro scagnozzo e scopre che i rapitori hanno prodotto un virus mortale e altamente contagioso; Jack è stato infettato e ha trasmesso il virus ai suoi genitori. Frank è costretto a uccidere Dimitri, mentre lo scienziato di Chellini lancia l'antidoto dalla finestra. Recuperando una dose intatta, Frank si intrufola nella casa dei Billing, avvertendo Audrey e usando l'antidoto su Jack.
Jefferson, capo dell'Office of National Drug Control Policy , si rivolge a una conferenza dei capi delle organizzazioni antidroga di tutto il mondo, infettandoli inconsapevolmente tutti. Frank corre a casa di Chellini, sconfiggendo i suoi scagnozzi ma scoprendo che Chellini si è iniettato la scorta rimanente di antidoto. Chellini spiega che i cartelli della droga colombiani lo hanno assunto per eliminare i loro nemici e che Frank non può ucciderlo rischiando di perdere l'antidoto. Chellini lascia Lola a occuparsi di Frank, che la impala fatalmente su un portabottiglie.
Chellini fugge in elicottero su un jet in attesa per la Colombia, mentre Frank ruba la sua Lamborghini Murcielago Roadster e corre verso l'aeroporto, salendo sul carrello anteriore del jet mentre decolla. Uccidendo il copilota, Frank affronta Chellini, che lo tiene sotto tiro. Nella rissa che segue, il pilota viene ucciso e l'aereo precipita nell'oceano. Frank rende inabile Chellini preservando l'antidoto nel suo flusso sanguigno, tirandoli fuori dall'aereo che affonda quando arriva la polizia.
All'ospedale, ai Billing viene dato l'antidoto e Jack si è ripreso completamente. Dopo aver visitato i Billings in ospedale insieme a Jack, Frank accompagna Tarconi all'aeroporto. Dopo aver lasciato Tarconi all'aeroporto, Frank riceve una chiamata inaspettata da qualcuno che cerca un trasportatore, nella quale risponde: "Sto ascoltando".

## Produzione
Il film è stato prodotto dalle società Europa Corp, TF1 Films Production, Current Entertainment, Sea Side Films Florida Inc., Twentieth Century Fox Film Corporation, Canal+ e TPS Star.

### Cast
Il cast è composto da: Jason Statham, Alessandro Gassmann, Amber Valletta, Kate Nauta, Matthew Modine, Jason Flemyng, Keith David, Hunter Clary, Shannon Briggs, Raymond Tong, François Berléand, George Kapetan, Jeff Chase.

### Budget
Il budget del film è stato di circa 32 milioni di dollari.

### Luoghi
Il film è stato girato in Francia e in Florida.

## Distribuzione
Il film è uscito negli Stati Uniti d'America il 2 settembre 2005 e in Italia il 25 novembre dello stesso anno.

### Date di uscita
La pellicola venne distribuita in varie nazioni, fra cui:
- agosto 2005: Francia e Belgio;
- settembre 2005: Germania, Austria, Stati Uniti, Messico, Australia;
- ottobre 2005: Grecia, Hong Kong, Paesi Bassi, Spagna, Brasile;
- novembre 2005: Russia, Polonia, Argentina, Irlanda, Italia;
- gennaio 2006: Portogallo e Svezia.

## Accoglienza

### Incassi
La pellicola ha incassato 43095856 $ in Nordamerica e 45987373 $ nel resto del mondo, per un totale di 89083229 $.

## Sequel
Nel 2008 è stato realizzato un sequel, intitolato Transporter 3, terzo episodio della saga.

## Colonna sonora
1. "Naughty Girl" - Alexandre Azaria score
2. "Cells" - Servant
3. "Icarus" - Amen Birdmen
4. "Painful" - Sin
5. "Main Theme" - Alexandre Azaria score
6. "Life Support" - The Strays
7. "The Body" - Servant
8. "Talk Amongst Yourselves" - Grand National
9. "Kendo" - Alexandre Azaria score
10. "Saviour" - Anggun
11. "Revolution" - Kate Natua
12. "Paris Four Hundred" - Mylo
13. "Can You Handle It" - Shakedown
14. "Chase" - The Cinematics
15. "Voodoo Child" - DJ Cam
16. "Jet Boxing" - Alexandre Azaria score